# موش‌مرغ سرسفید
موش‌مرغ سرسفید(نام علمی: Colius leucocephalus) نام یک گونه از سرده دم‌شش‌پره است.